# Mistrzostwa Europy w Koszykówce Mężczyzn 2011 (eliminacje)/Grupa B
W grupie B eliminacji Mistrzostw Europy w Koszykówce 2011 grały:
- Bośnia i Hercegowina
- Macedonia Północna
- Ukraina
- Węgry
- Wielka Brytania

## Rozgrywki
| Msc. | Zespół               | M | W | P | K+  | K-  | Pkt |
| ---- | -------------------- | - | - | - | --- | --- | --- |
| 1    | Wielka Brytania      | 8 | 6 | 2 | 651 | 633 | 14  |
| 2    | Macedonia            | 8 | 5 | 3 | 614 | 541 | 13  |
| 3    | Ukraina              | 8 | 3 | 5 | 582 | 607 | 11  |
| 4    | Bośnia i Hercegowina | 8 | 3 | 5 | 602 | 620 | 11  |
| 5    | Węgry                | 8 | 3 | 5 | 567 | 615 | 11  |

| 2 sierpnia 201019:00 | Węgry                                               | 82:91(29:27, 13:27, 27:13, 13:24) | Wielka Brytania                                        | Tiszaligeti Sports Hall, Szolnok Widzów: 2 200 Sędzia: Grzegorz Ziembicki, Marius Ciulin, Carmelo Lo Guozo |
| 2 sierpnia 201019:00 | Pkt: Hanga 20 Zb: Hanga 10 Ast: Trzech zawodników 3 | 82:91(29:27, 13:27, 27:13, 13:24) | Pkt: Deng 32 Zb: Mensah-Bonsu 18 Ast: Sullivan, Boyd 4 | Tiszaligeti Sports Hall, Szolnok Widzów: 2 200 Sędzia: Grzegorz Ziembicki, Marius Ciulin, Carmelo Lo Guozo |

| 2 sierpnia 201019:00 | Ukraina                                       | 58:71(22:17, 9:13, 17:20, 10:21) | Macedonia Północna                    | Olymp, Jużne Widzów: 1 850 Sędzia: Jakub Zamojski, Zoran Sutulović, Siergiej Michajłow |
| 2 sierpnia 201019:00 | Pkt: Łukaszow 12 Zb: Gładyr 10 Ast: Gliebow 4 | 58:71(22:17, 9:13, 17:20, 10:21) | Pkt: Antiḱ 26 Zb: Antiḱ 6 Ast: Grin 7 | Olymp, Jużne Widzów: 1 850 Sędzia: Jakub Zamojski, Zoran Sutulović, Siergiej Michajłow |

| 5 sierpnia 201020:00 | Bośnia i Hercegowina                                        | 86:76(24:14, 21:21, 24:20, 17:21) | Ukraina                                                     | Skenderija, Sarajewo Widzów: 3 000 Sędzia: Andrej Lovsin, Dubravko Muhvić, Guerrino Cerebuch |
| 5 sierpnia 201020:00 | Pkt: Bajramović 18 Zb: Bavčić 8 Ast: Nesović, Kojadinović 4 | 86:76(24:14, 21:21, 24:20, 17:21) | Pkt: Pieczierow 23 Zb: Pieczierow 10 Ast: Gładyr, Fesenko 3 | Skenderija, Sarajewo Widzów: 3 000 Sędzia: Andrej Lovsin, Dubravko Muhvić, Guerrino Cerebuch |

| 5 sierpnia 201020:45 | Macedonia Północna                             | 78:44(23:10, 16:10, 19:11, 20:13) | Węgry                                  | Boris Tajkovski Sports Center, Skopje Widzów: 5 500 Sędzia: Jaroslav Janac, Christos Christodoulou, Saša Marici |
| 5 sierpnia 201020:45 | Pkt: Gečevski 17 Zb: Stojanovski 6 Ast: Grin 6 | 78:44(23:10, 16:10, 19:11, 20:13) | Pkt: Hanga 13 Zb: Hanga 6 Ast: Hanga 6 | Boris Tajkovski Sports Center, Skopje Widzów: 5 500 Sędzia: Jaroslav Janac, Christos Christodoulou, Saša Marici |

| 8 sierpnia 201016:00 | Wielka Brytania                              | 104:96(29:18, 18:25, 21:25, 19:19, dogr. 17:9) | Macedonia Północna                              | Hala Uniwersytetu Northumbryjskiego, Newcastle Widzów: 11 000 Sędzia: Juan Carlos Garcia, Joseph Bissang, Joakim Forsberg |
| 8 sierpnia 201016:00 | Pkt: Mensah-Bonsu 27 Zb: Deng 11 Ast: Deng 9 | 104:96(29:18, 18:25, 21:25, 19:19, dogr. 17:9) | Pkt: McCalebb 30 Zb: Gačevski 6 Ast: McCalebb 4 | Hala Uniwersytetu Northumbryjskiego, Newcastle Widzów: 11 000 Sędzia: Juan Carlos Garcia, Joseph Bissang, Joakim Forsberg |

| 8 sierpnia 201019:00 | Węgry                                  | 74:70(19:11, 23:15, 19:23, 13:21) | Bośnia i Hercegowina                           | Tiszaligeti Sports Hall, Szolnok Widzów: 2 200 Sędzia: Ivo Dolinek, Milan Brziak, Tomasz Trawicki |
| 8 sierpnia 201019:00 | Pkt: Hanga 18 Zb: Szabó 9 Ast: Hanga 5 | 74:70(19:11, 23:15, 19:23, 13:21) | Pkt: Gordić 15 Zb: Bavčić 9 Ast: Kojadinović 3 | Tiszaligeti Sports Hall, Szolnok Widzów: 2 200 Sędzia: Ivo Dolinek, Milan Brziak, Tomasz Trawicki |

| 11 sierpnia 201019:00 | Ukraina                                         | 80:71(20:21, 20:19, 24:18, 16:13) | Węgry                                     | Hala Gałyczyna, Lwów Widzów: 1 400 Sędzia: Borislav Peltekov, Rafael Ganiev, Olegs Latisevs |
| 11 sierpnia 201019:00 | Pkt: Liszczuk 27 Zb: Liszczuk 10 Ast: Gliebow 8 | 80:71(20:21, 20:19, 24:18, 16:13) | Pkt: Hanga 22 Zb: Lóránt 8 Ast: Horvath 4 | Hala Gałyczyna, Lwów Widzów: 1 400 Sędzia: Borislav Peltekov, Rafael Ganiev, Olegs Latisevs |

| 11 sierpnia 201020:00 | Bośnia i Hercegowina                                     | 80:84(24:24, 24:17, 16:23, 16:20) | Wielka Brytania                                   | Skenderija, Sarajewo Widzów: 2 500 Sędzia: Fabio Facchini, Alfred Jovović, Igor Dragojević |
| 11 sierpnia 201020:00 | Pkt: Varda 20 Zb: Varda, Bajramović 6 Ast: Kojadinović 8 | 80:84(24:24, 24:17, 16:23, 16:20) | Pkt: Clark 23 Zb: Mensah-Bonsu 12 Ast: Reinking 3 | Skenderija, Sarajewo Widzów: 2 500 Sędzia: Fabio Facchini, Alfred Jovović, Igor Dragojević |

| 14 sierpnia 201019:00 | Wielka Brytania                      | 90:76(24:27, 23:19, 17:18, 26:12) | Ukraina                                                        | National Indoor Arena, Birmingham Widzów: 2 500 Sędzia: Oscar Lefwerth, Tomas Jasevicius, Francisco Araña |
| 14 sierpnia 201019:00 | Pkt: Deng 28 Zb: Clark 9 Ast: Deng 4 | 90:76(24:27, 23:19, 17:18, 26:12) | Pkt: Pustozwonow 18 Zb: Pieczierow 8 Ast: Łukaszow, Agafonow 4 | National Indoor Arena, Birmingham Widzów: 2 500 Sędzia: Oscar Lefwerth, Tomas Jasevicius, Francisco Araña |

| 14 sierpnia 201020:45 | Macedonia Północna                                            | 70:56(26:12, 13:12, 12:21, 19:11) | Bośnia i Hercegowina                                         | Boris Trajkovski Sports Center, Skopje Widzów: 7 000 Sędzia: Milivoje Jovcić, Nikola Lepetić, Charalampos Karakastsounis |
| 14 sierpnia 201020:45 | Pkt: McCalebb 19 Zb: Samardžiski 10 Ast: Antiḱ, Stojanovski 3 | 70:56(26:12, 13:12, 12:21, 19:11) | Pkt: Domercant 13 Zb: Trzech zawodników 6 Ast: Kojadinović 5 | Boris Trajkovski Sports Center, Skopje Widzów: 7 000 Sędzia: Milivoje Jovcić, Nikola Lepetić, Charalampos Karakastsounis |

| 17 sierpnia 201019:30 | Wielka Brytania                                 | 66:64(19:11, 18:11, 21:25, 8:17) | Węgry                                     | National Indoor Arena, Birmingham Widzów: 2 174 Sędzia: Jose Martin, Dariusz Szczerba, Oliver Krause |
| 17 sierpnia 201019:30 | Pkt: Reinking 17 Zb: Mnsah-Bonsu 17 Ast: Deng 4 | 66:64(19:11, 18:11, 21:25, 8:17) | Pkt: Lóránt 17 Zb: Lóránt 11 Ast: Fodor 3 | National Indoor Arena, Birmingham Widzów: 2 174 Sędzia: Jose Martin, Dariusz Szczerba, Oliver Krause |

| 17 sierpnia 201020:45 | Macedonia Północna                              | 71:55(21:19, 14:10, 18:12, 18:14) | Ukraina                                        | Boris Trajkovski Sports Center, Skopje Widzów: 7 000 Sędzia: Konstantinos Mouzakis, Dragan Nesković, Emin Mogulkoc |
| 17 sierpnia 201020:45 | Pkt: McCalebb 18 Zb: Gečevski 7 Ast: McCalebb 4 | 71:55(21:19, 14:10, 18:12, 18:14) | Pkt: Liszczuk 11 Zb: Łukaszow 6 Ast: Gliebow 3 | Boris Trajkovski Sports Center, Skopje Widzów: 7 000 Sędzia: Konstantinos Mouzakis, Dragan Nesković, Emin Mogulkoc |

| 20 sierpnia 201019:00 | Węgry                                    | 85:82(13:25, 27:10, 20:16, 25:31) | Macedonia Północna                              | Tiszaligeti Sports Hall, Szolnok Widzów: 2 200 Sędzia: Marin Mehandjiev, Luigi Lamonica, Aytug Ekti |
| 20 sierpnia 201019:00 | Pkt: Hanga 21 Zb: Lóránt 12 Ast: Fodor 5 | 85:82(13:25, 27:10, 20:16, 25:31) | Pkt: McCalebb 35 Zb: Antiḱ 13 Ast: Mirakovski 5 | Tiszaligeti Sports Hall, Szolnok Widzów: 2 200 Sędzia: Marin Mehandjiev, Luigi Lamonica, Aytug Ekti |

| 20 sierpnia 201019:00 | Ukraina                                          | 87:69(31:14, 21:23, 16:18, 19:14) | Bośnia i Hercegowina                                  | Kompleks Sportowy Meteor, Dnipropietrowsk Widzów: 6 100 Sędzia: Grzegorz Ziemblicki, Robert Vyklicky, Ingus Baumanis |
| 20 sierpnia 201019:00 | Pkt: Pustuzwonow 17 Zb: Fesenko 7 Ast: Gliebow 7 | 87:69(31:14, 21:23, 16:18, 19:14) | Pkt: Domercant 20 Zb: Bavčić, Jazvin 4 Ast: Nešović 5 | Kompleks Sportowy Meteor, Dnipropietrowsk Widzów: 6 100 Sędzia: Grzegorz Ziemblicki, Robert Vyklicky, Ingus Baumanis |

| 23 sierpnia 201020:15 | Bośnia i Hercegowina                                        | 73:64(24:15, 20:18, 16:15, 13:16) | Węgry                                             | Skenderija, Sarajewo Widzów: 1 000 Sędzia: Tonci Anzulović, Radomir Vojinović, Petros Papapetrou |
| 23 sierpnia 201020:15 | Pkt: Bajramović 19 Zb: Dedović, Bajramović 7 Ast: Nesović 4 | 73:64(24:15, 20:18, 16:15, 13:16) | Pkt: Fodor 14 Zb: Keller 8 Ast: Lóránt, Horvath 2 | Skenderija, Sarajewo Widzów: 1 000 Sędzia: Tonci Anzulović, Radomir Vojinović, Petros Papapetrou |

| 23 sierpnia 201020:45 | Macedonia Północna                                | 75:56(22:14, 21:13, 15:11, 17:18) | Wielka Brytania                                       | Boris Trajkovski Sports Arena, Skopje Widzów: 10 000 Sędzia: Sreten Radović, Antonio Conde, Elias Koromilas |
| 23 sierpnia 201020:45 | Pkt: McCalebb 20 Zb: Smardziski 8 Ast: McCalebb 4 | 75:56(22:14, 21:13, 15:11, 17:18) | Pkt: Mensah-Bonsu 17 Zb: Mensah-Bonsu 13 Ast: Clark 3 | Boris Trajkovski Sports Arena, Skopje Widzów: 10 000 Sędzia: Sreten Radović, Antonio Conde, Elias Koromilas |

| 26 sierpnia 201019:00 | Węgry                                             | 83:75(13:14, 28:20, 21:19, 21:22) | Ukraina                                                  | Tiszaligeti Sports Hall, Szolnok Widzów: 1 500 Sędzia: Boris Schmidt, Dubravko Muhvić, Jonas Bille |
| 26 sierpnia 201019:00 | Pkt: Keller 17 Zb: Keller 7 Ast: Horvath, Hanga 4 | 83:75(13:14, 28:20, 21:19, 21:22) | Pkt: Liszczuk 16 Zb: Liszczuk, Fesenko 6 Ast: Lukaszow 4 | Tiszaligeti Sports Hall, Szolnok Widzów: 1 500 Sędzia: Boris Schmidt, Dubravko Muhvić, Jonas Bille |

| 26 sierpnia 201019:30 | Wielka Brytania                                  | 94:85(15:15, 24:21, 25:21, 17:24, dogr. 13:4) | Bośnia i Hercegowina                                | Echo Arena, Liverpool Sędzia: Paolo Taurino, Vicente Bulto, Panagiotis Anastopoulos |
| 26 sierpnia 201019:30 | Pkt: Deng 38 Zb: Mensah-Bonsu 21 Ast: Adegboye 5 | 94:85(15:15, 24:21, 25:21, 17:24, dogr. 13:4) | Pkt: Varda, Domercant 21 Zb: Varda 9 Ast: Nesović 4 | Echo Arena, Liverpool Sędzia: Paolo Taurino, Vicente Bulto, Panagiotis Anastopoulos |

| 29 sierpnia 201017:00 | Ukraina                                         | 75:66(18:15, 24:17, 18:17, 15:17) | Wielka Brytania                                          | Kompleks Sportowy Meteor, Dnipropietrowsk Widzów: 6 700 Sędzia: Milija Vojinović, Robert Lottermoser, Marek Maliszewski |
| 29 sierpnia 201017:00 | Pkt: Liszczuk 20 Zb: Liszczuk 10 Ast: Fesenko 2 | 75:66(18:15, 24:17, 18:17, 15:17) | Pkt: Mensah-Bonsu 18 Zb: Mensah-Bonsu 10 Ast: Reinking 2 | Kompleks Sportowy Meteor, Dnipropietrowsk Widzów: 6 700 Sędzia: Milija Vojinović, Robert Lottermoser, Marek Maliszewski |

| 29 sierpnia 201020:15 | Bośnia i Hercegowina                                           | 83:71(16:21, 24:13, 18:18, 25:19) | Macedonia Północna                                  | Skenderija, Sarajewo Widzów: 1 000 Sędzia: Yaari Rainisch, Georgios Tanatzis, Marko Juras |
| 29 sierpnia 201020:15 | Pkt: Dedović 20 Zb: Nesović, Varda 7 Ast: Nesović, Domercant 4 | 83:71(16:21, 24:13, 18:18, 25:19) | Pkt: Smardziski 12 Zb: Smardziski 9 Ast: McCalebb 3 | Skenderija, Sarajewo Widzów: 1 000 Sędzia: Yaari Rainisch, Georgios Tanatzis, Marko Juras |